# Tommy Victor
Tommy Victor est un guitariste et chanteur américain né à New-York. En 1986 il fonde le groupe Prong dont il est resté le seul membre permanent. Parallèlement à ce groupe, Tommy Victor est aussi guitariste dans Danzig et rejoint Ministry avec qui il enregistre trois albums studio et un album de reprises.

## Discographie

### Prong
- Primitive Origins (1987)
- Force Fed (1988)
- Beg To Differ (1990)
- Prove You Wrong (1991)
- Cleansing (1994)
- Rude Awakening (1996)
- 100% Live (2002)
- Scorpio Rising (2003)
- Power Of The Damager (2007)
- Carved into Stone (2012)
- Ruining Lives (2014)
- Songs From The Black Hole (2015)
- X - No Absolutes (2016)
- Zero Days (2017)

### Danzig
- Circle Of Snakes (2004)
- Deth Red Sabaoth (2010)

### Ministry
- Rio Grande Blood (2006)
- The Last Sucker (2007)
- Cover Up (2008)
- Adios... Puta Madre (2009)
- Relapse (2012)

### autres apparitions
- Argyle Park - Misguided
- Soulfly - Omen (2010) sur "Lethal Injection"
- Primitive Race - Primitive Race (2015)